# Castelfidardo
Castelfidardo is een gemeente in de Italiaanse provincie Ancona (regio Marche) en telt 18.613 inwoners.

## Geografie
De oppervlakte bedraagt 32,7 km², de bevolkingsdichtheid is 549 inwoners per km².
De volgende frazioni maken deel uit van de gemeente: Acquaviva, Campanari, Cerretano, Crocette, Figuretta, Fornaci, Sant'Agostino, San Rocchetto.
Op 18 september 1860 vond de Slag bij Castelfidardo plaats. Het Koninkrijk Piëmont-Sardinië versloeg hier de troepen van de Kerkelijke Staat.

## Accordeon
Castelfidardo is onlosmakelijk verbonden met de accordeon. Er zijn fabrieken van 28 verschillende merken accordeons, onder meer Brandoni & Sons, Bugari Armando, Mantovanelli, Scandalli en Mengascini. Deze laatste produceerde in het verleden ook het beroemde merk Accordiola. In het verlengde van dit instrument werden vanaf de jaren 60 van de 20e eeuw in en rond de stad ook veel elektronische orgels gefabriceerd. ook is er een accordeonmuseum, dat onder andere de ontwikkeling van het instrument toont.

## Demografie
Castelfidardo telt ongeveer 6573 huishoudens. Het aantal inwoners steeg in de periode 1991-2001 met 10,4% volgens cijfers uit de tienjaarlijkse volkstellingen van ISTAT.
| Jaar | Inwoneraantal |
| ---- | ------------- |
| 1991 | 15.321        |
| 2001 | 16.917        |

## Geografie
De gemeente ligt op ongeveer 215 meter boven zeeniveau.
Castelfidardo grenst aan de volgende gemeenten: Camerano, Loreto, Osimo, Recanati.